# Velika zamenjava
Velika zamenjava je francoska teorija zarote, ki trdi, da se populacija belih katoličanov v Evropi sistematično (z imigracijo) zamenjuje s tujci, in sicer z Arabci, Berberi - ljudmi iz Srednjega vzhoda in Afrike. Muslimane v Franciji povezuje s potencialno nevarnostjo in uničevanjem francoske kulture in civilizacije.

## Zgodovina
Teorija izhaja iz romana Le Camp des Saints (1973), ki uprizarja rušenje zahodnjaške kulture z imigracijo iz držav tretjega sveta. Ta roman je navdihnil Renauda Camusa, ki je leta 2012 izdal svojo knjigo The Great Replacement (slovensko: »Velika zamenjava«).